# Estació d'Åndalsnes
L'estació d'Åndalsnes és una estació de ferrocarril de la línia de Rauma, que és la terminal. A Åndalsnes s'hi troba l'última estació de tren encara en funcionament de Møre og Romsdal. L'estació és a 457.28 quilòmetres d'Oslo.